# Absolute Power (album de Tech N9ne)
Albums de Tech N9ne
Celcius
(2002) Vintage Tech
(2005)
Singles
1. Slacker
Sortie : 2002
2. Imma Tell
Sortie : 2003
3. Here Comes Tecca Nina
Sortie : 2004
4. I'm a Playa
Sortie : 2004

Absolute Power est le cinquième album studio du rappeur Tech N9ne, sorti le 24 septembre 2002, et le premier sur le label Strange Music.
L'album s'est classé 3e au Top Independent Albums, 28e au Top R&B/Hip-Hop Albums et 79e au Billboard 200, et s'est vendu à 250 000 exemplaires.

## Liste des titres

### Disque 1
| No  | Titre                                                                    | Contient un (des) sample(s) de                    | Durée |
| --- | ------------------------------------------------------------------------ | ------------------------------------------------- | ----- |
| 1.  | Intro                                                                    |                                                   | 1:00  |
| 2.  | The Industry Is Punks                                                    |                                                   | 5:30  |
| 3.  | Here Comes Tecca Nina                                                    |                                                   | 3:54  |
| 4.  | Imma Tell                                                                | Mambo Italiano de Rosemary Clooney                | 4:46  |
| 5.  | Slacker                                                                  | I Get Around de 2Pac featuring Shock G et Money-B | 4:16  |
| 6.  | Keep On Keepin' On (featuring Krizz Kaliko)                              |                                                   | 5:01  |
| 7.  | Gunz Will Bust (featuring Money Hungry et Skatterman & Snug Brim)        |                                                   | 4:45  |
| 8.  | Bianca's and Beatrice's (featuring Kutt Calhoun)                         |                                                   | 4:16  |
| 9.  | Diamond Joe's (Interlude)                                                |                                                   | 0:21  |
| 10. | Slither                                                                  |                                                   | 3:55  |
| 11. | Disturbance (Interlude)                                                  |                                                   | 0:07  |
| 12. | Trapped in a Psycho's Body                                               |                                                   | 5:08  |
| 13. | T9X                                                                      |                                                   | 6:28  |
| 14. | She Devil (featuring Bizarre, Mr. Porter, Kuniva, Proof et Swift de D12) |                                                   | 4:42  |
| 15. | Worst Enemy                                                              |                                                   | 2:39  |
| 16. | Signing Off (Interlude)                                                  |                                                   | 0:05  |
| 17. | Absolute Power                                                           |                                                   | 4:25  |
| 18. | Yada, Yada, Yada                                                         |                                                   | 6:10  |
| 19. | Constantly Dirty (featuring 57th Street Rogue Dog Villians)              |                                                   | 6:00  |
| 20. | I'm a Playa (featuring Krizz Kaliko)                                     | Rock Me Amadeus de Falco                          | 4:59  |

### Disque 2
| No | Titre                                                                 | Durée |
| -- | --------------------------------------------------------------------- | ----- |
| 1. | Victory                                                               | 4:40  |
| 2. | Freaky Lil' Things (featuring Grant Rice et Kutt Calhoun)             | 5:27  |
| 3. | Hydro (featuring Greed, Krizz Kaliko et Kutt Calhoun)                 | 4:49  |
| 4. | Runaway (featuring Erica Hugunin)                                     | 4:29  |
| 5. | Shocked (featuring Kutt Calhoun)                                      | 4:51  |
| 6. | The Grench (featuring Boy Big, Krizz Kaliko)                          | 5:00  |
| 7. | Walk With a Limp (interprété par Kutt Calhoun featuring Krizz Kaliko) | 4:48  |